# Alto Parnaíba
Alto Parnaíba este un oraș în unitatea federativă Maranhão, Brazilia.